# Großschönau (Sasko)
Großschönau (hornolužickosrbsky Wulki Šunow, v německém hornolužickém nářečí Grußschiene) je obec v Horní Lužici v německé spolkové zemi Sasko. Nachází se v zemském okrese Zhořelec a má přibližně 5 200 obyvatel. Leží na soutoku Mandavy a Lužničky přímo na hranicích s Českou republikou, v těsném sousedství českého města Varnsdorf.

## Administrativní členění a obyvatelstvo
Obec se skládá ze dvou místních částí, a to Großschönau (včetně vsi Neuschönau) a Waltersdorf (včetně vsí Herrenwalde, Pilzdörfl a Saaldorf), a spolu s přičleněnou obcí Hainewalde tvoří jeden správní celek (něm. Verwaltungsgemeinschaft) Großschönau-Hainewalde.
Ke konci roku 2010 měl tento správní celek dohromady 7730 obyvatel. Pokud jde o samotnou obec Großschönau, kde dni 31. 12. 2013 zde dle statistických údajů žilo 5767 osob, z toho 2812 mužů a 2955 žen. Dle dostupných údajů tento počet odpovídá stavu z doby kolem roku 1870.
Nejvyšší počet obyvatel měla obec Großschönau po skončení 2. světové války. Maximum bylo zaznamenáno v roce 1950 - 8471 osob. Později došlo k určitému poklesu, který se začal zrychlovat po roce 1990.

## Historie
Předpokládá se, že obec v těchto místech založili ve 12. století franští osadníci. První písemná zmínka o Großschönau je z roku 1352, kdy je obec nazvána jako Magnum Sonow. Německý název obce se vysvětluje podle skutečnosti, že byla postavena na velké pěkné louce (něm. Große schöne Aue).

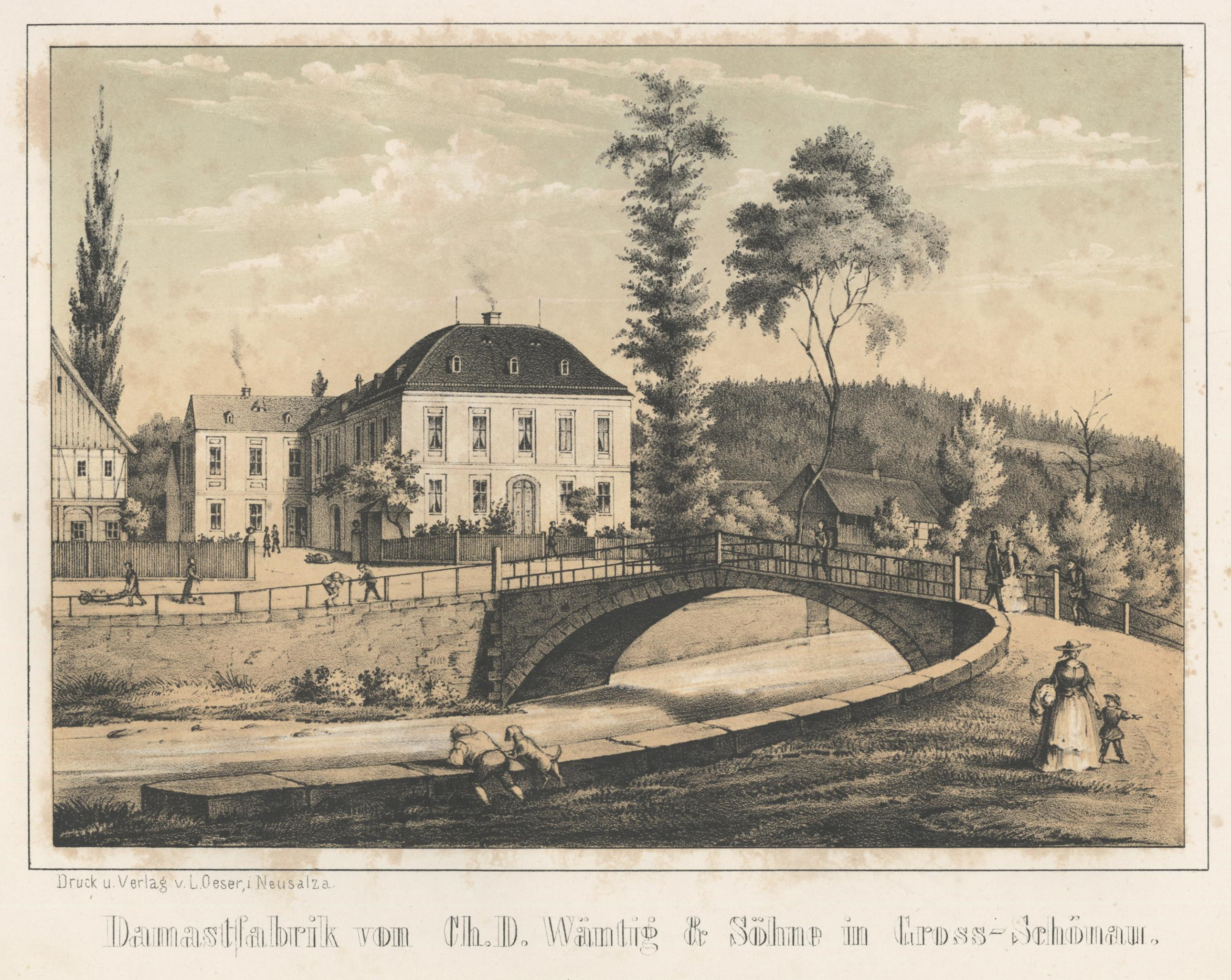
Areál textilní továrny firmy Ch. D. Wäntig & Söhne (r. 1856)

### Textilní výroba
Tradice textilní výroby v Großschönau se datuje od druhé poloviny 17. století. V roce 1666 se bratři Friedrich a Christoph Langeovi z Großschönau vypravili do Holandska, kde se vyučili tkaní damaškových textilií a po návratu do vlasti tuto výrobu zavedli ve své obci. Po uplynutí několika desítek let se stalo damaškové plátno z Großschönau - zejména ubrusy a prostírání - proslulým v celé Evropě. Například je doloženo, že v roce 1834 díky manufaktuře na výrobu damašku byla zajištěna obživa pro cca 3800 místních obyvatel včetně rodinných příslušníků, což představovalo v té době tři čtvrtiny místní populace.
I v 21. století v Großschönau byly zachovány dva závody na výrobu textilií - damašku a froté. V budově tzv. Kupferhausu, který v 19. století sloužil jako rezidence a obchodní centrum místního majitele továrny na výrobu damašku Christiana Davida Wäntiga, sídlí Německé muzeum damašku a froté (Das Deutsche Damast- und Frottiermuseum).

## Podobný název
Na českém území ve Šluknovském výběžku 21 km vzdušnou čarou severozápadně od této obce se nachází město Velký Šenov, které neslo německý název Groß-Schönau in Böhmen.